# Boccaccio (Hesse)

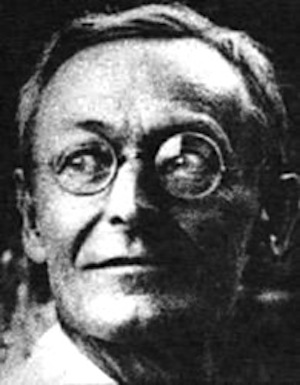
Hermann Hesse (1925)

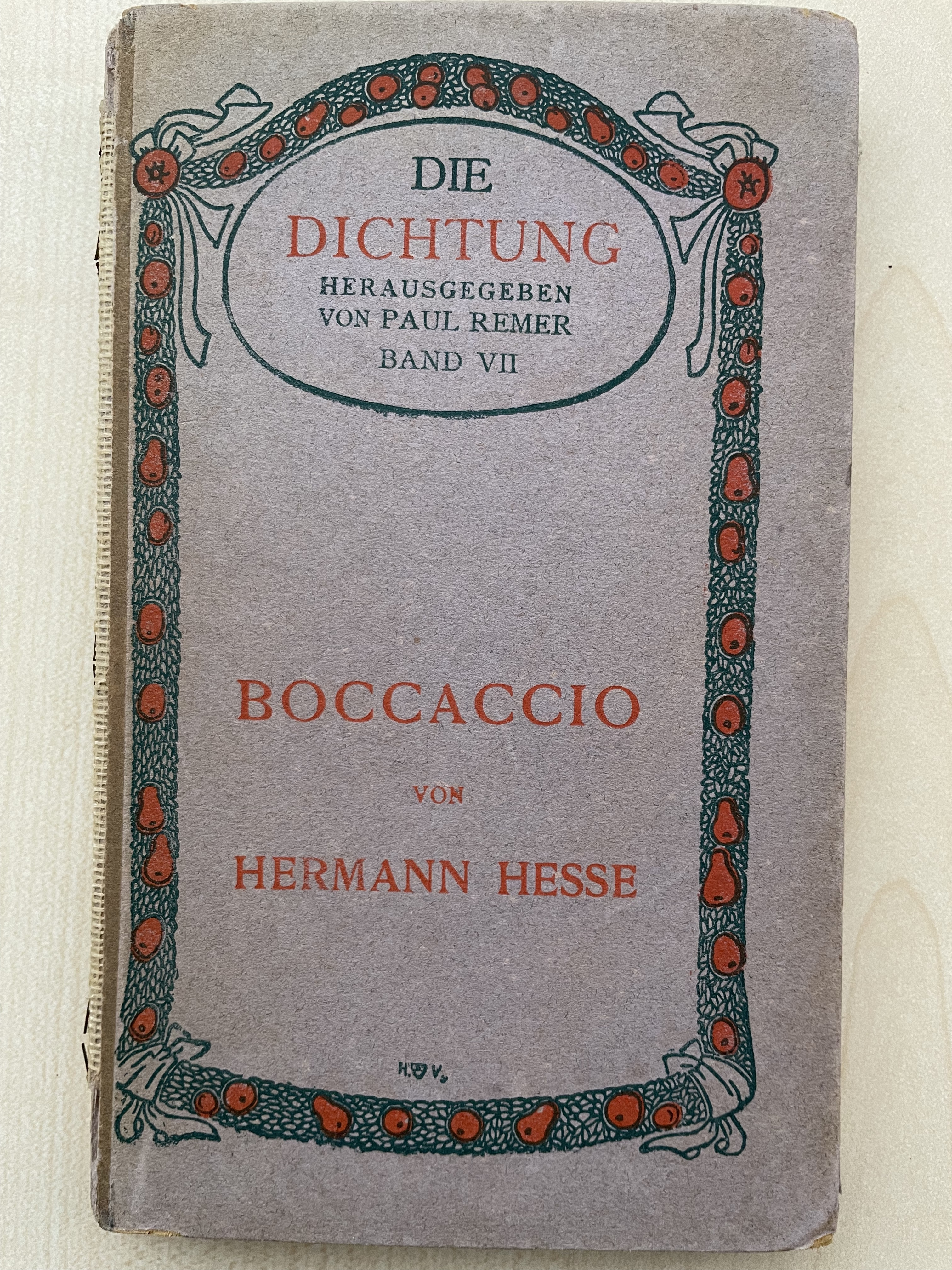
Boccaccio von Hermann Hesse, Drittes Tausend, Verlegt bei Schuster & Loeffler Berlin und Leipzig, 1904

Boccaccio ist ein biografischer Essay zu Giovanni Boccaccio von Hermann Hesse, der im April 1904 bei Schuster & Loeffler in Berlin erschien.

## Inhalt

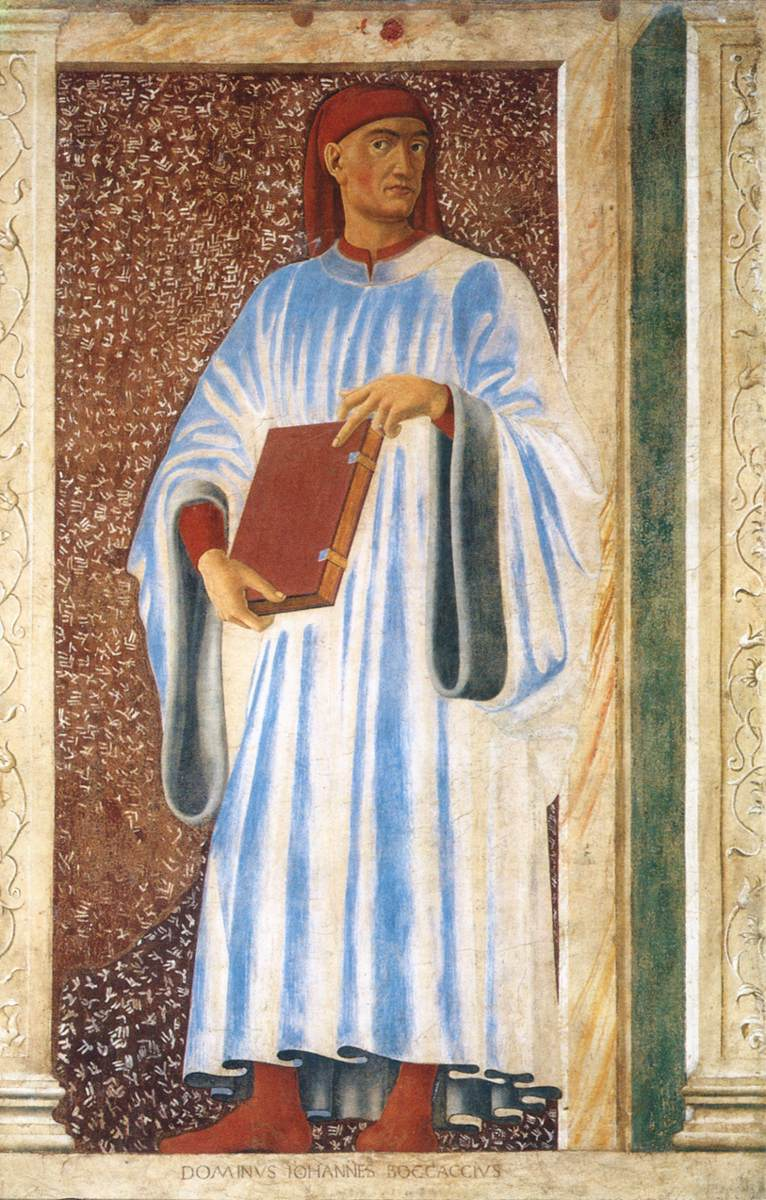
Andrea del Castagno: Giovanni Boccaccio (um 1450)

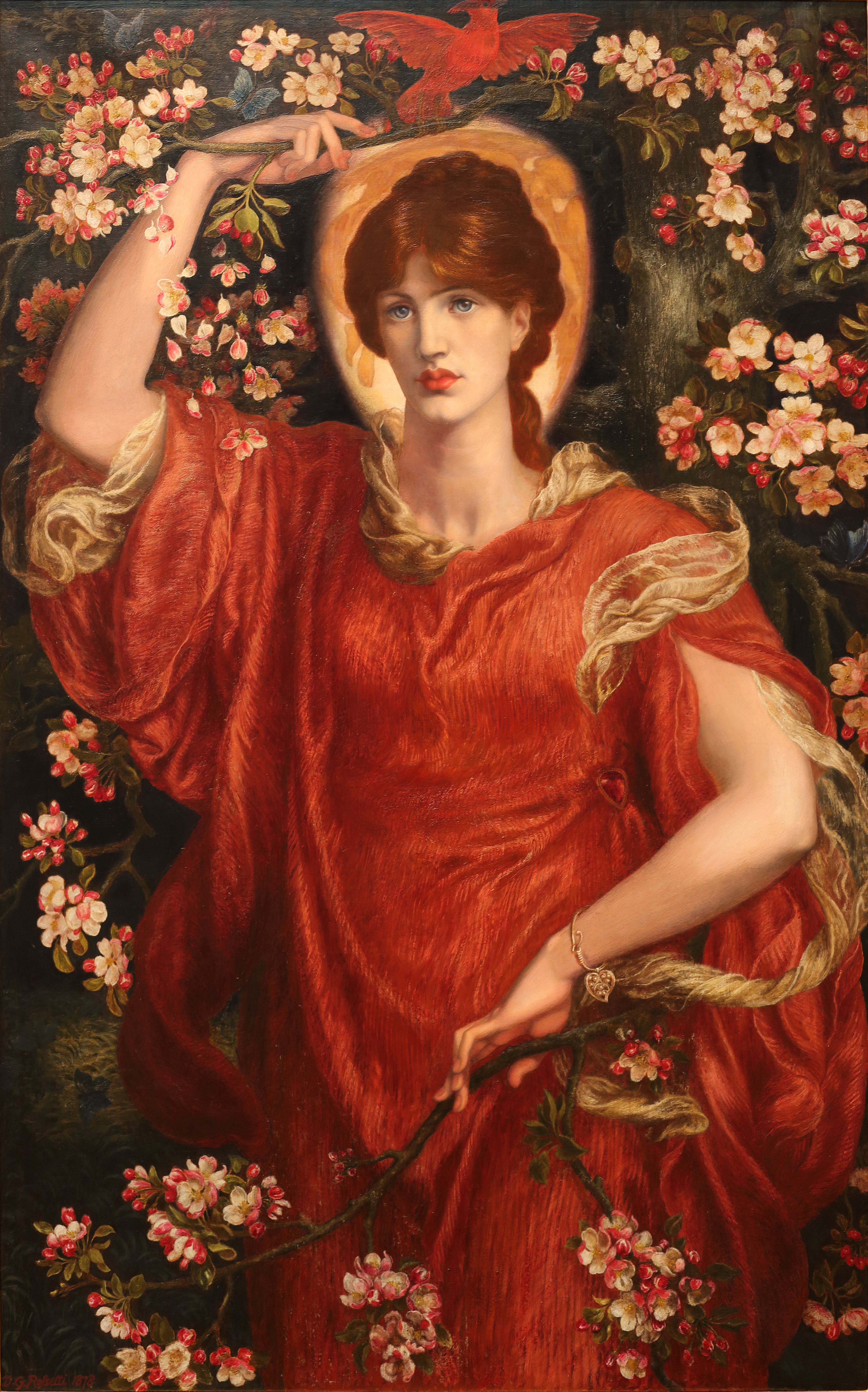
Dante Gabriel Rossetti: Fiammetta (1878)

Der Vater des Novellenerzählers, in Certaldo geboren, lebt als kleiner Kaufmann in Florenz. Als er sich im Auftrag eines florentinischen Bankiers längere Zeit in Paris aufhält, verliebt er sich in eine schöne Witwe. Aus dem Verhältnis geht 1313 Giovanni Boccaccio hervor. Als Giovanni geboren wird, hat sich sein Vater längst aus dem Staube gemacht. Die Mutter stirbt viel zu früh, und der Knabe wächst in Florenz beim Vater auf. Natürlich soll Giovanni den väterlichen Beruf ergreifen, aber das Rechnen und Handeln behagt ihm nicht. Viel lieber eignet er sich die Werke des Dante und des Virgil an. Der Vater reagiert. Er schickt Giovanni nach Neapel auf die Universität. Der Junge soll Rechtsgelehrter werden. Statt kanonischem Recht „studiert“ Giovanni um 1334 Donna Maria, die uneheliche Tochter des Königs Robert. Die Geliebte ist mit dem Grafen von Aquino verehelicht. Dies stört jedoch das Liebespaar nicht weiter. Im Jahr 1341, als Gautier von Brienne, der Herzog von Athen, über Florenz herrscht, wird Giovanni vom Vater aus Neapel zurückgerufen. 1344, während die Pest in Italien wütet, reist Giovanni wieder nach Florenz. Als Maria und der Vater sterben, lebt Giovanni in Florenz von seiner Erbschaft. Anfang der 50er Jahre entsteht das Dekameron. Einmal verliebt sich Giovanni noch, in eine vornehme Witwe. Die aber jagt ihn schließlich davon. Giovanni hat fortan genug von den Frauen und gibt sich als Frauenhasser. Für Florenz geht er als Botschafter zum Papst nach Avignon und studiert auch im Alter weiterhin seinen Dante. Das unsterbliche Dekameron tut er übrigens in seinen späten Jahren als Jugendtorheit ab. Nachdem Giovanni am 21. Dezember 1375 gestorben ist, bekommt er von der Stadt Florenz ein ehrenvolles Begräbnis.

## Form
Hesse erhebt Giovanni Boccaccio, indem er sich selber klein macht. Boccaccio habe zehnmal besser schreiben können als er. Aus der Vita des Poeten sei wenig überliefert. Hesses Essay gerät schmal. Zwei Drittel des Textes nehmen auch noch die Besprechung des Dekameron ein. Besonders gefallen Hesse zwei Geschichten, zunächst einmal die neunte Novelle des fünften Tages. Darin erzählt Fiammetta von Liebenden, die nach bösen Zwischenfällen doch noch zum glücklichen Ende kommen. Das ist jene Geschichte von Federigo deghli Alberighi und seinem Falken. Federigo setzt der Geliebten, als sie ihn besucht, das Tier vor. Und da ist noch die sechste Novelle des vierten Tages. Filostrato erzählt von unglücklicher Liebe, Gabriotto und Andreuola erzählen sich ihre Träume. Da stirbt doch Gabriotto überraschend in den Armen der Geliebten. Hesse schwärmt von „solchen Schönheiten“.

## Buchausgaben
- Boccaccio. Schuster & Loeffler, Berlin 1904 (Die Dichtung, Band 7), (E-Book gutenberg.org).
- Boccaccio, der Dichter des Dekameron. Insel, Frankfurt am Main 1995, ISBN 3-458-19131-3 (Insel-Bücherei, Band 1131).